# ЗАТО Александровск
ЗАТО Александровск (рус. ЗАТО Александровск) административно-територијална је јединица другог нивоа са статусом затвореног градског округа (скраћено ЗАТО) у северном делу Мурманске области, на крајњем северозападу европског дела Руске Федерације.
Административни центар округа је град Пољарни. Према проценама националне статистичке службе Русије за 2017. на територији округа живело је 44.827 становника, или у просеку око 86,04 стан/км².

## Географија
ЗАТО Александровск налази се у северном делу Мурманске области и протеже се уз западну обалу Кољског залива, док на северу и североистоку излази на обале Баренцовог мора (у западном делу Мурмана). Округ обухвата територију површине 521 km2 и са свих страна на копну се граничи са територијом Кољског рејона. Кољски залив га одваја од територије града Мурманска на југу и градског округа Североморск на југоистоку.
Територију Александровског округа карактерише доста ниско земљиште препуно бројних мањих језера и јако разуђена обала пуна бројних мањих залива.

## Историја
Затворена административно-територијална јединица Александровск као засебна административна целина са статусом градског округа Мурманске области формирана је 28. маја 2008. године указом Председника Руске Федерације № 857. Настала је стапањем дотадашња три засебна затворена града (Гаџијева, Пољарног и Снежногорска) у једну административну целину.

## Демографија и административна подела
Према подацима са пописа становништва из 2010. на територији округа живело је укупно 42.789 становника, док је према процени из 2017. ту живело 44.827 становника, или у просеку око 86,04 ст/км². Александровски градски округ је једно од насељенијих подручја Мурманске области са уделом од 5,92% у укупној популацији области.
| 1959. | 1970. | 1979. | 1989. | 2002. | 2010.  | 2016.  |
| ----- | ----- | ----- | ----- | ----- | ------ | ------ |
| ---   | ---   | ---   | ---   | ---   | 42.789 | 44.827 |

Округ је административно подељен на три градске општине: Пољарни (17.560 становника), који је и административни центар округа, Гаџијево (12.900 становника) и Снежногорск (12.694 становника). У границама округа налази се још једно насељено место, Олењаја Губа (са 1.660 становника) које административно припада градској општини Гаџијево.
Према статистичким подацима са пописа 2010. основу популације у округу чинили су етнички Руси са око 84%, а најбројније мањинска заједнице су били Украјинци са уделом од око 8%, Белоруси (1,6%) и Татари (око 1,1%).